# Jinhae-gu
Jinhae-gu (hangul 진해구, hanja 鎭海區) är ett stadsdistrikt i staden Changwon i provinsen Södra Gyeongsang i Sydkorea. Jinhae var tidigare en självständig stad, men slogs 2010 samman med grannstaden Changwon. Invånarantalet var 196 665 i slutet av 2018.

## Indelning
Jinhae-gu består av tretton stadsdelar (dong).

- Chungmu-dong
- Yeojwa-dong
- Taebaek-dong
- Gyeonghwa-dong
- Byeongam-dong
- Seok-dong
- I-dong
- Jaeun-dong
- Deoksan-dong
- Pungho-dong
- Ungcheon-dong
- Ungdong 1-dong
- Ungdong 2-dong